# Мартиняк Ростислав Михайлович
Мартиняк Ростислав Михайлович (12 лютого 1958 р., с. Ямпіль Пустомитівського р-ну Львівської обл.) — український вчений у галузі контактної механіки та термопружності тіл з поверхневими неоднорідностями. Професор (2016 р.), доктор фізико-математичних наук (2000 р.), завідувач відділу математичних проблем контактної механіки [Архівовано 8 лютого 2018 у Wayback Machine.] Інституту прикладних проблем механіки і математики ім. Я. С. Підстригача (ІППММ) НАН України (з 2010 р.).

## Біографічні відомості
Навчався у Ямпільській восьмирічній школі та Львівській середній школі № 11 з поглибленим вивчення математики. У 1979 році закінчив факультет прикладної математики і механіки Львівського державного університету імені Івана Франка за спеціальністю "механіка". З 1979 р. працює в ІППММ НАН України: спершу у лабораторії механотермодифузії (завідувач кандидат фіз.-мат. наук, ст.н.с. Р. М. Швець) відділу механіки деформівного твердого тіла, який очолював академік Я. С. Підстригач, потім — у відділі математичних методів механіки руйнування і контактних явищ, який очолював чл.-кор. НАН України, доктор фіз.-мат. наук, професор Г. С. Кіт. З 2010 року Р. М. Мартиняк завідує відділом математичних проблем контактної механіки ІППММ НАН України.
У 1987 р. захистив дисертацію «Термоупругое взаимодействие тел при неидеальном тепловом и механическом контакте» (науковий керівник — кандидат фіз.-мат. наук., ст.н.с. Швець Р. М.) на здобуття наукового ступеня кандидата фізико-математичних наук за спеціальністю механіка деформівного твердого тіла.
У 2000 р. захистив докторську дисертацію «Механотермодифузійна взаємодія тіл з контактно-поверхневими неоднорідностями і дефектами» (науковий консультант — чл.-кор. НАН України, доктор фіз.-мат. наук, професор Г. С. Кіт).
Р. М. Мартиняк є членом Спеціалізованої вченої ради Д 35.195.01 в ІППММ НАН України по захисту дисертацій на здобуття наукового ступеня доктора фізико-математичних наук за спеціальністю механіка деформівного твердого тіла. Упродовж 2003—2006 р.р. був вченим секретарем цієї спеціалізованої вченої ради.
Під його керівництвом п'ятеро аспірантів захистили дисертації на здобуття наукового ступеня кандидата фізико-математичних наук за спеціальністю механіка деформівного твердого тіла.
Мартиняк Р. М. є членом редколегій фахового в галузі механіки деформівного твердого тіла журналу «Математичні методи та фізико-механічні поля» [Архівовано 6 лютого 2018 у Wayback Machine.], журналу «Mathematical Modelling and Computing» [Архівовано 8 лютого 2018 у Wayback Machine.], а також фахових збірників «Фізико–математичне моделювання та інформаційні технології» [Архівовано 8 лютого 2018 у Wayback Machine.] і «Прикладні проблеми механіки і математики» [Архівовано 12 лютого 2018 у Wayback Machine.]. Рецензує статті в українських фахових виданнях та міжнародних журналах, зокрема International Journal of Heat and Mass Transfer [Архівовано 8 лютого 2018 у Wayback Machine.], International Journal of Solids and Structures [Архівовано 11 липня 2017 у Wayback Machine.], Journal of Aerospace Engineering [Архівовано 21 травня 2018 у Wayback Machine.], Mechanics Based Design of Structures and Machines [Архівовано 3 березня 2022 у Wayback Machine.], Acta Mechanica et Automatica [Архівовано 8 грудня 2017 у Wayback Machine.] та ін.

## Наукова діяльність
Р. М. Мартиняк працює в галузі механіки деформівного твердого тіла, займаючись вивченням контактної взаємодії об'єктів з текстурованими поверхнями, які мають широке застосування у техніці та медицині. Ним розроблено основи теорії механотермодифузійної взаємодії структур з приповерхневими неоднорідностями, запропоновано математичні моделі контакту тіл з локальними нерівностями поверхонь і тонкими межовими шарами за наявності міжповерхневого середовища, зокрема запропоновано модель фізико-механічного контакту тіл через неоднорідні за товщиною прошарки (узагальнено модель Я. С. Підстригача). Він розвинув метод функцій міжконтактних зазорів для розв'язування задач про взаємодію деформівних тіл з узгодженими поверхнями за локальної відсутності контакту внаслідок геометричних збурень поверхонь та міжфазних розшарувань під дією силових, термічних і дифузійних чинників з урахуванням тиску і теплопровідності заповнювача інтерфейсних щілин. На цій теоретичній основі проведено комплексні дослідження закономірностей контактної поведінки рухомих і нерухомих з'єднань з геометричними і фізичними поверхневими неоднорідностями з урахуванням впливу сил тертя, газорідинного заповнювача зазорів, сил сухої та капілярної адгезії, взаємозв'язку процесів деформування, дифузії і теплопровідності. Виявлено низку нових контактно-поверхневих явищ, зокрема явище термомеханічного розшарування тіл в околі ділянок неідеального теплового контакту, ефект «напрямленості» теплового потоку у структурах з міжповерхневими просвітами, явище термопружної нестійкості контакту тіл через прошарок рідини, ефект різкої зміни фактичної площі контакту анізотропних тіл з хвилястою поверхнею у разі зміни напрямку ковзання.
Р. М. Мартиняк був керівником наукових міжнародних конкурсних проектів: спільного українсько-польського проекту НАН України та Польської академії наук «Дослідження термічних напружень в тілах з тріщинами з контактуючими берегами»; спільного українсько-російського проекту НАН України та РФФД «Контактні задачі з тертям і зношуванням для деформівних тіл з регулярним рельєфом»; спільного українсько-білоруського проекту ДФФД та БРФФД «Моделювання капілярних і адгезійних явищ при контактній взаємодії пружних мікротекстурованих тіл». Р. М. Мартиняк був співавтором та відповідальним виконавцем спільного українсько-російського проекту ДФФД та РФФД «Моделювання деформування і руйнування структур з внутрішніми і міжфазними дефектами з урахуванням взаємодії і контакту їх поверхонь при механічному, термічному і електричному навантаженнях».
Мартиняк Р. М. є автором понад 215 наукових праць, серед яких:
монографія:
- Мартиняк Р. М., Середницька Х. І. Контактні задачі термопружності для міжфазних тріщин в біматеріальних тілах. — Львів: Видавництво «Растр-7», 2017. — 168 с.
- Козачок О.П., Мартиняк Р.М., Слободян Б.С. Взаємодія тіл з регулярним рельєфом за наявності міжконтактного середовища. – Львів : Растр-7, 2018. – 200 с.
- Мартиняк Р.М., Маланчук Н.І., Кузьменко В.І., Михальчук Г.Й., Чумак К.А., Ткачук М.М., Стреляєв Ю.М., Клімчук Т.В., Острик В.І., Щокотова О.М. Контактна механіка. Фрикційна і адгезійна взаємодія поверхонь: колективна монографія. – Львів : Видавець Вікторія Кундельська, 2022. – 254 с. [Архівовано 5 січня 2022 у Wayback Machine.]
- Контактна механіка. Шорсткість, розшарування і зношування поверхонь': колективна монографія / М.М. Кундрат, Н.А. Гук, Н.Л. Козакова, В.І. Острик, М.С. Слободян, В.І. Кузьменко, О.В. Приходько, Н.М. Д’яченко, Є.В. Шашкова, В.П. Силованюк, Н.Д. Вайсфельд, Г.О. Фесенко, О.П. Козачок, Р.М. Мартиняк, О.В. Максимук, Ю.В. Сачук, А.О. Сяський, Н.В. Шевцова, В.А. Сяський, О.Ю. Дейнека, Т.С. Нагірний, К.А. Червінка, А.О. Камінський, М.В. Дудик, В.М. Феньків; за заг. ред. Р.М. Мартиняка // Львів: 2022. – 392 с .
- Р.М. Мартиняк, В.І. Острик, О.П. Козачок та ін. Контактна механіка та поверхневі явища. – Львів : Растр-7, 2024. – 224 с.

розділ монографії:
- Мартиняк Р. М., Слободян Б. С., Саврук М. П., Зеленяк В. М. Напружено-деформований стан плоскої трикомпонентної області з тріщиною // В кн.: Двовимірні задачі термопружності для кусково-однорідних тіл з тріщинами: [Монографія] / М. П. Саврук, В. М. Зеленяк. — Львів: Растр-7, 2009. — 212 c. — Розділ 7. — С. 173—199.

науково-історична книга:
- Мартиняк Р. Спеціалізована вчена рада Д 35.195.01 в Інституті прикладних проблем механіки і математики ім. Я. С. Підстригача НАН України у 1995—2005 рр. — Львів, Ін-т прикл. проблем механіки і математики ім. Я. С. Підстригача НАН України, 2006. — 51 с.

наукова праця:
- Горячева И. Г., Мартыняк Р.М. Периодические контактне задачи с трением и изнашиванием поверхностей // В кн.: Развитие идей Л. А. Галина в механике. — Москва-Ижевск: Институт компьютерных исследований, 2013. — 480 с. — С. 305—335.

фахові публікації:
- Shvets R.M., Martynyak R.M. Thermal-diffusion instability of the frictional contact of elastic bodies // Materials Science. — 1995. — 30, Issue 3. — P. 377—379. [Архівовано 7 лютого 2018 у Wayback Machine.]
- Machyshyn I.M., Martynyak R.M. Influence of a concentrated force on the contact of an elastic body with a rigid base with depression // Materials Science. — 1999. — 35, Issue 6. — P. 783—789. [Архівовано 7 лютого 2018 у Wayback Machine.]
- Martynyak R.M. Mechanothermodiffusion interaction of bodies with regard for the filler of intercontact gaps // Materials Science. — 2000. — 36, Issue 2. — P. 300—304. [Архівовано 7 лютого 2018 у Wayback Machine.]
- Kryshtafovych A., Martynyak R. Strength of a system of mated anisotropic half-planes with surface recesses // International Journal of Engineering Science. — 2001. — 39, Issue 4. — P. 403—413.
- Martynyak R.M., Shvets' R.M., Glod A.V. Running in of moving half spaces in the case of partial wear of an asperity on the contact surface // Materials Science. — 2003. — 39, Issue 1. — P. 54-63. [Архівовано 7 лютого 2018 у Wayback Machine.]
- Martynyak R.M., Honchar Kh.I., Nahalka S.P. Simulation of thermomechanical closure of an initially open interface crack with heat resistance // Materials Science. — 2003. — 39, Issue 5. — P. 672—681. [Архівовано 7 лютого 2018 у Wayback Machine.]
- Martynyak R.M., Slobodyan B.S. Influence of liquid bridges in the interface gap on the contact of bodies made of compliant materials // Materials Science. — 2008. — 44, Issue 2. — P. 147—155. [Архівовано 7 лютого 2018 у Wayback Machine.]
- Malanchuk N., Martynyak R., Monastyrskyy B. Thermally induced local slip of contacting solids in vicinity of surface groove // International Journal of Solids and Structures. — 2011. — 48, Issue 11–12. — P. 1791—1797.
- Goryacheva I.G., Malanchuk N.I., Martynyak R.M. Contact interaction of bodies with a periodic relief during partial slip // Journal of Applied Mathematics and Mechanics. — 2012. — 76 (5). — P. 621—630.
- Martynyak R.M., Chumak K.A. Effect of heat-conductive filler on interface gap on thermoelastic contact of solids // International Journal of Heat and Mass Transfer. — 2012. — 55, Issue 4. –P. 1170—1178.
- Panin S.V., Martynyak R.M., Shvets’ R.M., Yatskiv O.I., Bobyk B.Ya. Thermal stress state of a cylinder whose subsurface layer has time–dependent thermophysical properties under heating by volume heat sources // Journal of Mathematical Sciences. — 2013. — 194, Issue 3. — P. 293—308. [Архівовано 7 лютого 2018 у Wayback Machine.]
- Goldstein R.V., Kit H.S., Martynyak R.M., Serednytska Kh.I. Effect of partial closure of an interface crack with heat–conducting filler and surface films in the case of thermal loading of a bimaterial // Journal of Mathematical Sciences. — 2014. — 198, Issue 1. — P. 75–86. [Архівовано 7 лютого 2018 у Wayback Machine.]
- Goryacheva I.G., Martynyak R.M. Contact problems for textured surfaces involving frictional effects // Proceedings of the Institution of Mechanical Engineers, Part J: Journal of Engineering Tribology. — 2014. — 228, No. 7. — P. 707—716.
- Chumak K., Chizhik S., Martynyak R. Adhesion of two elastic conforming solids with a single interface gap // Journal of Adhesion Science and Technology. — 2014. — 28, № 16. — P. 1568—1578.
- Shugurov A.R., Panin A.V., Evtushenko O.V., Sergeev V.P., Martynyak R.M. Effect of the number of layer sin Zr–Y–O/Si–Al–N multilayer coatings on their mechanical properties and wear resistance // Journal of Friction and Wear. — 2014. –35, Issue 5. — P. 426—433. [Архівовано 7 лютого 2018 у Wayback Machine.]
- Kozachok O.P., Slobodyan B.S., Martynyak R.M. Contact of elastic bodies in the presence of gas and incompressible liquid in periodic interface gaps // Materials Science. — 2016. — 51, Issue 6. — P. 804—813. [Архівовано 7 лютого 2018 у Wayback Machine.]